# 通知システム
通知システム（つうちシステム 英: Notification system）とは情報技術でソフトウェアとハードウェアを組み合わせ、一連の受信者にメッセージを配信する手段のこと。通常、アカウントに関連する活動を示す。最新のWebアプリケーションの重要な側面である。
一例として、定期メンテナンスのためコンピュータネットワークがダウンする時期を電子メールで配信する。
通知システムの複雑さはさまざまで、企業は重要な従業員に向けて複雑な通知システムを採用する。緊急通知システムには最新の情報技術を応用したものがあり、また政府から人々に危険の予想を知らせるため利用される事例もある。
携帯電話やスマートフォンには、通知LEDなど専用のハードウェアを搭載し、メッセージの配信やユーザーへの通知を表わす機種がある。